# Raadhuis van Brouwershaven
Het Raadhuis van Brouwershaven is een historisch pand aan de Markt in Brouwershaven.
Het stadhuis werd gebouwd aan de haven tijden de bloeiperiode van de stad. In 1599 werd een prestigieuze voorgevel gebouwd. De achterzijde van het gebouw dateert uit de vijftiende eeuw, het voorste gedeelte uit de zestiende eeuw. Vermoedelijk is de achtergevel in de beginperiode de voorzijde geweest. De vroegere toren is verdwenen.
In 1890 - 1891 werd het stadhuis volledig herbouwd en werd al het beeldhouwwerk vervangen. Op de gevel werd een beeld van de Barmhartigheid geplaatst. De originele vazen bevinden zich in het Zeeuws Museum in Middelburg.